# Pallanuoto ai VII Giochi asiatici
Il VII torneo asiatico di pallanuoto è stato disputato dal 2 al 7 settembre 1974 a Teheran, nel corso dei VII Giochi asiatici.
Le sette partecipanti hanno disputato un girone unico per la conquista delle medaglie. La nazionale di casa, l'Iran, ha conquistato il suo primo titolo continentale precedendo sul podio la Cina, al suo debutto ai Giochi asiatici.

## Risultati
|                | Cina (bandiera) | Corea del Nord (bandiera) | Giappone (bandiera) | India (bandiera) | Iran (bandiera) | Kuwait (bandiera) | Singapore (bandiera) |
| -------------- | --------------- | ------------------------- | ------------------- | ---------------- | --------------- | ----------------- | -------------------- |
| Cina           |                 | 6-2                       | 4-4                 | 17-2             | 5-5             | 25-4              | 10-3                 |
| Corea del Nord | 2-6             |                           | 7-8                 | 7-0              | 4-9             | 17-2              | 9-1                  |
| Giappone       | 4-4             | 8-7                       |                     | 14-2             | 6-6             | 22-2              | 9-4                  |
| India          | 2-17            | 0-7                       | 2-14                |                  | 3-18            | 12-4              | 7-12                 |
| Iran           | 5-5             | 9-4                       | 6-6                 | 18-3             |                 | 32-1              | 9-1                  |
| Kuwait         | 4-25            | 2-17                      | 2-22                | 4-12             | 1-32            |                   | 1-21                 |
| Singapore      | 3-10            | 1-9                       | 4-9                 | 12-7             | 1-19            | 21-1              |                      |

## Classifica finale
|         | Squadra        | Punti | G | V | N | P | GF | GS  | Diff |
| ------- | -------------- | ----- | - | - | - | - | -- | --- | ---- |
| Oro     | Iran           | 10    | 6 | 4 | 2 | 0 | 78 | 22  | +56  |
| Argento | Cina           | 10    | 6 | 4 | 2 | 0 | 67 | 20  | +47  |
| Bronzo  | Giappone       | 10    | 6 | 4 | 2 | 0 | 63 | 25  | +38  |
| 4.      | Corea del Nord | 6     | 6 | 3 | 0 | 3 | 46 | 26  | +20  |
| 5.      | Singapore      | 4     | 6 | 2 | 0 | 4 | 44 | 44  | 0    |
| 6.      | India          | 2     | 6 | 1 | 0 | 5 | 26 | 72  | -46  |
| 7.      | Kuwait         | 0     | 6 | 0 | 0 | 6 | 14 | 129 | -115 |

## Fonti
- (EN) AASF - All Asian Games results (PDF), su asiaswimmingfederation.org. URL consultato il 12 marzo 2011 (archiviato dall'url originale l'11 agosto 2011).
- (EN) Todor66.com - Sport statistics Archive, su todor66.com. URL consultato il 12 marzo 2011 (archiviato dall'url originale il 29 aprile 2012).